# Хальч (Жлобинский район)
Хальч (бел. Хальч) — посёлок и железнодорожная станция (на линии Жлобин — Гомель) в Староруднянском сельсовете Жлобинского района Гомельской области Белоруссии.

## География

### Расположение
В 13 км на юго-восток от Жлобина, 80 км от Гомеля. Железнодорожная станция — на юго-востоке.

## Транспортная сеть
Транспортные связи по просёлочной, а затем автомобильной дороге Бобруйск — Жлобин. Планировка состоит из прямолинейной улицы с тремя переулками, ориентированной с юго-востока на северо-запад. Застройка кирпичная и деревянная, преимущественно усадебного типа.

## История
Основан после ввода в действие Либаво-Роменской железной дороги в ноябре 1873 года, когда здесь начала работу железнодорожная станция, на ней ежегодно грузилось до 700 тыс. пудов лесных грузов. В 1897 году на железнодорожной станции находилось 1 здание. В 1909 году в Староруднянской волости Рогачёвского уезда Могилёвской губернии.
Во второй половине 1920-х годов организована сельскохозяйственная артель «Хальч», работали кузница, тракторная мельница. В 1931 году начала действовать Хальчанская МТС (размещалась в посёлке Бобовский (в настоящее время не существует). Во время Великой Отечественной войны оккупанты сожгли 16 дворов, убили 8 жителей. 10 жителей погибли на фронте. Согласно переписи 1959 года в составе колхоза имя С. М. Кирова (центр — деревня Старая Рудня). Работают начальная школа, общежитие, лесничество.

## Население

### Численность
- 2004 год — 93 хозяйства, 650 жителей.

### Динамика
- 1909 год — 6 дворов, 40 жителей, на железнодорожной станции — 5 дворов, 39 жителей.
- 1925 год — 17 дворов.
- 1940 год — 58 дворов, 240 жителей.
- 1959 год — 374 жителя (согласно переписи).
- 2004 год — 93 хозяйства, 650 жителей.